# Sarah J. Maas
Sarah Janet Maas (Nova Iorque, 5 de março de 1986) é uma escritora norte-americana de fantasia. 
Sua obra alcançou o patamar de best-seller do New York Times e USA Today. Seu livro de estreia: Trono de Vidro (Throne of Glass), foi publicado em português em 2013 pela Galera Record (no Brasil). Até 2021, ela vendeu mais de doze milhões de cópias de seus livros e eles foram traduzidos para trinta e sete idiomas.

## Biografia
Sarah Janet Maas nasceu na cidade de Nova Iorque,. Frequentou a Universidade de Hamilton em Clinton (Nova Iorque), onde se graduou em escrita criativa e estudos religiosos, se formando com honras em 2008. Ela escreve ficção de fantasia e ficção científica para o público jovem/adulto.
Maas começou escrevendo o que se tornaria seu romance de estreia: Trono de Vidro, quando ela tinha dezesseis anos de idade. Após escrever vários capítulos do livro (então chamado: Queen Of Glass), ela começou a postá-los no FictionPress.com, onde foi uma das histórias mais populares no site. Mais tarde, ela a removeu do site quando decidiu tentar publicar o livro.
Em 2008, Maas começou a enviar a história para agentes antes de encontrar um em 2009. Trono de Vidro foi comprado em março de 2010, pela Bloomsbury, que depois comprou mais dois livros na série. A série está disponível em 15 países e em 23 idiomas. Várias prequelas e novelas foram publicadas antes do primeiro livro e se passavam dois anos antes da história do livro. Maas tem um contrato para escrever seis livros na série.
Sarah se casou com seu marido Josh em 2010. Ela mora na Pensilvânia com seu marido, o filho deles Taran, a filha deles Sloane e a cadela deles, Annie. Seu filho nasceu em junho de 2018 e sua filha em fevereiro de 2022. Sarah conheceu Josh no primeiro dia de seu primeiro ano de faculdade.

## Obras

### Trono de vidro
| Ano  | Titulo Original   | Ano no Brasil | Titulo no Brasil       | Ano em Portugal | Título em Portugal     |
| ---- | ----------------- | ------------- | ---------------------- | --------------- | ---------------------- |
| 2012 | Throne of Glass   | 2013          | Trono de Vidro         | 2015            | Trono de Vidro         |
| 2013 | Crown of Midnight | 2014          | Coroa da Meia-Noite    | 2016            | Coroa da Meia-Noite    |
| 2014 | Heir of Fire      | 2015          | Herdeira do Fogo       | 2022            | Herdeira do Fogo       |
| 2015 | Queen of Shadows  | 2016          | Rainha das Sombras     | 2023            | Rainha das Sombras     |
| 2016 | Empire of Storms  | 2019          | Império de Tempestades | 2024            | Império de Tempestades |
| 2017 | Tower of Dawn     | 2018          | Torre do Alvorecer     | 2024            | Torre da Alvorada      |
| 2018 | Kingdom of Ash    | 2019          | Reino de Cinzas        | '               | '                      |

#### Livros relacionados
- The Assassin's Blade: The Throne of Glass Prequel Novellas (coletânea com os contos praquelas da série) (2014) no Brasil: A Lâmina da Assassina: Histórias de Trono de Vidro (2015) em Portugal: A Lâmina da Assassina, Trono de Vidro - Contos, Marcador (2024)
- The Assassin and the Princess (História curta lançada por partes, em diferentes blogs.)
- The Assassin and the Captain (História curta lançada por partes, em diferentes blogs.)
- Throne of Glass Coloring Book (2016)
- The World of Throne of Glass (TBA) um guia para a série.

A história da série é baseada em Cinderella, com a premissa de "E se a Cinderella não fosse uma serva e sim uma assassina? E se ela não quisesse ir ao baile para encontrar o príncipe e sim, ao contrário, matá-lo?"

### Corte de Espinhos e Rosas
| Ano  | Titulo Original             | Ano no Brasil | Titulo no Brasil          | Ano em Portugal | Título em Portugal        |
| ---- | --------------------------- | ------------- | ------------------------- | --------------- | ------------------------- |
| 2015 | A Court of Thorns and Roses | 2015          | Corte de Espinhos e Rosas | 2022            | Corte de Espinhos e Rosas |
| 2016 | A Court of Mist and Fury    | 2016          | Corte de Névoa e Fúria    | 2022            | Corte de Névoa e Fúria    |
| 2017 | A Court of Wings and Ruin   | 2017          | Corte de Asas e Ruínas    | 2023            | Corte de Asas e Ruínas    |
| 2021 | A Court of Silver Flames    | 2021          | Corte de Chamas Pratedas  | 2023            | Corte de Chamas Prateadas |

#### Livros relacionados
- A Court of Thorns and Roses Coloring Book (2017)
- A Court of Frost and Starlight (Novela) (2018) no Brasil: Corte de Gelo e Estrelas (2018) em Portugal: Corte de Gelo e Estrelas (2023)

Essa segunda série de Maas é uma recontagem livre do conto de fadas clássico: A Bela e a Fera. O primeiro livro da trilogia foi escrito em 2009, mas não foi publicado até 2015. Após a conclusão da trilogia, Sarah anunciou que escreverá mais 3 livros no mesmo universo, totalizando 6 livros da série, além das duas novelas sendo uma Corte de Gelo e Estrelas e mais uma a ser lançada.

### Cidade da Lua Crescente
| Ano  | Titulo Original           | Ano no Brasil | Titulo no Brasil       | Ano em Portugal | Título em Portugal     |
| ---- | ------------------------- | ------------- | ---------------------- | --------------- | ---------------------- |
| 2020 | House of Earth and Blood  | 2020          | Casa de Terra e Sangue | 2022            | Casa de Terra e Sangue |
| 2022 | House of Sky and Breath   | 2022          | Casa de Céu e Sopro    | 2023            | Casa do Céu e Sopro    |
| 2024 | House of Flame and Shadow | 2024          | Casa de Chama e Sombra | 2024            | Casa de Chama e Sombra |

É ambientado em um universo onde humanos lutam pela sobrevivência e com as hierarquias de criaturas mágicas. "O mundo de Cidade Crescente é mais moderno do que aqueles dos meus livros anteriores, mas ainda é repleto de magia, guerreiros e criaturas misteriosas e mortais."

### Obras Avulsas
| Ano  | Titulo Original                                                 | Ano no Brasil | Titulo no Brasil            | Ano em Portugal | Título em Portugal       |
| ---- | --------------------------------------------------------------- | ------------- | --------------------------- | --------------- | ------------------------ |
| 2013 | The Starkillers Cycle ( web livro co-escrita com Susan Dennard) | TBA           | TBA                         | TBA             | TBA                      |
| 2018 | Catwoman: Soulstealer (Dc Icons serie)                          | 2019          | Mulher Gato: Ladra de Almas | 2018            | Catwoman: Almas Roubadas |

The Starkillers Cycle; É uma saga movida pela internet, co-escrita com Susan Dennard (autora de Truthwitch e Something Strange and Deadly). É uma ópera espacial situada em uma galáxia diversa e mortífera. Fãs podem se inscrever para notificações de novos capítulos da saga. O conteúdo é para maiores de 18 anos.

## Adaptações
Em setembro de 2016, foi anunciado que a série The Throne of Glass havia sido optada por uma adaptação televisiva pela Hulu e pela Disney-ABC Domestic Television. A série deveria ser intitulada Rainha das Sombras, em homenagem ao quarto romance da série, com a The Mark Gordon Company servindo como o principal estúdio do projeto. A adaptação deveria ser escrita por Kira Snyder, que também escreveu The 100, com o piloto potencialmente dirigido por Anna Foerster. A partir de 2020, os direitos voltaram para Maas após não darem seguimento ao projeto.[carece de fontes?]
Corte de Espinhos e Rosas foi comprado pela Piers Tempest de Jo Bamford e Piers Tempest em novembro de 2015. Os produtores revelaram em 2018 que contrataram Rachel Hirons para trabalhar como roteirista do filme.[carece de fontes?]
Em março de 2021, foi anunciado que o filme de Corte de Espinhos e Rosas havia sido cancelado e comprado por uma adaptação em formato de série pela 20th Television para o Hulu. A série vai ser desenvolvida por Ronald D. Moore ao lado de Maas.[carece de fontes?]
Em uma entrevista ao The New York Times, Maas confirmou que estava desenvolvendo o projeto com os escritores e o showrunner como produtora executiva da adaptação.[carece de fontes?]

## Prémios
Sarah Ganhou por 3 anos consecutivos o Goodreads Choice Awards, uma grande premiação literária que é decidida pelos leitores, na categoria Melhor Fantasia e Ficção Científica Young Adult. 
| Ano  | Nomeação                                        | Categoria                                       | Resultado |        |
| ---- | ----------------------------------------------- | ----------------------------------------------- | --------- | ------ |
| 2014 | Trono de Vidro: Herdeira do Fogo - Vol. 3       | Melhor Fantasia e Ficção Científica Young Adult | Indicado  |        |
| 2015 | Trono de Vidro: Rainha Das Sombras - Vol. 4     | Melhor Fantasia e Ficção Científica Young Adult | Venceu    |        |
| 2015 | Corte de Espinhos e Rosas - Vol.1               | Melhor Fantasia e Ficção Científica Young Adult | Indicado  |        |
| 2016 | Corte de Névoa e Fúria - Vol. 2                 | Melhor Fantasia e Ficção Científica Young Adult | Venceu    |        |
|      | Trono de Vidro: Império de Tempestades - Vol. 5 | Melhor Fantasia e Ficção Científica Young Adult | Indicado  |        |
| 2017 | Corte de Asas e Ruína - Vol. 3                  | Melhor Fantasia e Ficção Científica Young Adult | Venceu    |        |
| 2017 | Trono de Vidro: Torre do Amanhecer - Vol. 6     | Melhor Fantasia e Ficção Científica Young Adult | Indicado  |        |
| 2018 | Corte de Névoa e Fúria                          | Best of the Best                                | Indicado  | [ 14 ] |
| 2018 | Rainha das Sombras                              | Best of the Best                                | Indicado  | [ 14 ] |
| 2018 | Corte de Asas e Ruínas                          | Best of the Best                                | Indicado  | [ 14 ] |
| 2018 | Reino de Cinzas                                 | Melhor Fantasia e Ficção Científica Young Adult | Venceu    | [ 15 ] |
| 2018 | Corte de Gelo e Estrelas                        | Melhor Fantasia e Ficção Científica Young Adult | Indicado  | [ 15 ] |
| 2020 | Casa de Terra e Sangue                          | Melhor Fantasia                                 | Venceu    | [ 16 ] |
| 2021 | Corte de Chamas Pratedas                        | Melhor Fantasia                                 | Venceu    | [ 17 ] |